# Vibrac (Charente Marittima)
Vibrac è un comune francese di 163 abitanti situato nel dipartimento della Charente Marittima nella regione della Nuova Aquitania.

## Società

### Evoluzione demografica
Abitanti censiti